# Cameia Nationalpark
Cameia Nationalpark er en nationalpark i Moxico-provinsen i Angola, beliggende omkring 1.100 m over havets overflade. Den ha et areal  på 14.450 km2. Den deler navn med den nærliggende kommune Cameia (Lumeje). Cameia - Luacano- vejen danner den nordlige grænse af parken med floden Chifumage der danner den sydlige del af den østlige grænse, og floderne Lumege og Luena den sydvestlige grænse.
En væsentlig del af parken består af sæsonbestemte oversvømmede sletter, der er en del af Zambezi- flodbassinet, hvor den nordlige halvdel af parken afvandes via Chifumage-floden. Der er omfattende miombo skovområder, der ligner dem i Zambezi-bassinet i det vestlige Zambia. Parken er et eksempel på natur, der ikke forekommer andre steder i Angola. To søer, Cameia og Dilolosøen (den største sø i Angola) ligger nær parken, og begge har omfattende rørsump og græsklædte sumpe, der er rige på vandfugle.

## Historie
Området der nu er kendt som Cameia nationalpark blev etableret som et vildtreservat i 1938 der blev omdannet til en nationalpark i 1957. Dyrelivet i parken blev næsten fuldstændigt udslettet, under borgerkrigens ødelæggelser, der også indebar ukontrolleret krybskytteri og ødelæggelse af infrastruktur. Der er alvorlig mangel på personale, ressourcer og støtte til parken.